# كأس الخليج لقدامى اللاعبين
كأس الخليج العربي للاعبين القدامى هي بطولة كرة قدم للاعبين القدامى تقام في الدول العربية في الخليج العربي. أقيمت أول بطولة في عام 2025م في الكويت وتوج بيها منتخب العراق بفوزه على منتخب عمان بركلات الترجيح.